# Drosera andersoniana
Drosera andersoniana är en sileshårsväxtart som beskrevs av William Vincent Fitzgerald, Ewart. och White. Drosera andersoniana ingår i släktet sileshår, och familjen sileshårsväxter.
Artens utbredningsområde är:
- Ashmore-Cartieröarna.
- Western Australia.

Inga underarter finns listade i Catalogue of Life.

## Bildgalleri